# Liste des ministres belges de la Justice
Pour les autres articles nationaux ou selon les autres juridictions, voir Ministre de la Justice.
Ceci est une liste des ministres belges de la Justice, de l'indépendance de 1830 jusqu'à nos jours.
Depuis le 3 février 2025, la ministre de la Justice chargée de la mer du Nord est Annelies Verlinden, au sein du gouvernement de Bart De Wever.

## Liste des ministres (depuis 1831)
| Titulaire | Titulaire           | Titulaire                              | Parti            | Mandat                                                          | Gouvernement                                                                                                | Portefeuille ministériel                                                        |
| --------- | ------------------- | -------------------------------------- | ---------------- | --------------------------------------------------------------- | --- | ------------------------------------------------------------------------------- |
| 1         |                     | Alexandre Gendebien (1789-1869)        | Libéral          | 26 février 1831 – 24 mars 1831 (26 jours)                       | de Gerlache                                                                                                 | Ministre de la Justice                                                          |
| 2         |                     | Antoine Barthélemy (1766-1832)         | Libéral          | 24 mars 1831 – 24 juillet 1831 (4 mois)                         | Lebeau I | Ministre de la Justice                                                          |
| 3         |                     | Jean-Joseph Raikem (1787-1875)         | Catholique       | 24 juillet 1831 – 20 octobre 1832 (1 an, 2 mois et 26 jours)    | de Muelenaere                                                                                               | Ministre de la Justice                                                          |
| 4         |                     | Joseph Lebeau (1794-1865)              | Libéral          | 20 octobre 1832 – 4 août 1834 (1 an, 9 mois et 15 jours)        | de Muelenaere                                                                                               | Ministre de la Justice                                                          |
| 5         |                     | Antoine Ernst (1796-1841)              | Catholique       | 4 août 1834 – 4 février 1839 (4 ans et 6 mois)                  | de Theux I                                                                                                  | Ministre de la Justice                                                          |
| 6         |                     | Jean-Baptiste Nothomb (1805-1881)      | Catholique       | 4 février 1839 – 8 juin 1839 (4 mois et 4 jours)                | de Theux I                                                                                                  | Ministre de la Justice                                                          |
| (3)       |                     | Jean-Joseph Raikem (1787-1875)         | Catholique       | 8 juin 1839 – 18 avril 1840 (10 mois et 10 jours)               | de Theux I                                                                                                  | Ministre de la Justice                                                          |
| 7         |                     | Mathieu Leclercq (1796-1889)           | Libéral          | 18 avril 1840 – 13 avril 1841 (11 mois et 26 jours)             | Lebeau II                                                                                                   | Ministre de la Justice                                                          |
| 8         |                     | Guillaume van Volxem (1791-1868)       | Catholique       | 13 avril 1841 – 14 décembre 1841 (8 mois et 1 jour)             | Nothomb | Ministre de la Justice                                                          |
| (6)       |                     | Jean-Baptiste Nothomb (1805-1881)      | Catholique       | 14 décembre 1841 – 16 avril 1843 (1 an, 4 mois et 2 jours)      | Nothomb | Ministre de la Justice                                                          |
| 9         |                     | Jules Joseph d'Anethan (1803-1888)     | Catholique       | 16 avril 1843 – 12 août 1847 (4 ans, 3 mois et 27 jours)        | Nothomb | Ministre de la Justice                                                          |
| 9         | Van de Weyer        | Jules Joseph d'Anethan (1803-1888)     | Catholique       | 16 avril 1843 – 12 août 1847 (4 ans, 3 mois et 27 jours)        | | Ministre de la Justice                                                          |
| 9         | de Theux II         | Jules Joseph d'Anethan (1803-1888)     | Catholique       | 16 avril 1843 – 12 août 1847 (4 ans, 3 mois et 27 jours)        | | Ministre de la Justice                                                          |
| 10        |                     | François de Haussy (1789-1869)         | Parti libéral    | 12 août 1847 – 12 août 1850 (3 ans)                             | Rogier I | Ministre de la Justice                                                          |
| 11        |                     | Victor Tesch (1812-1892)               | Parti libéral    | 12 août 1850 – 31 octobre 1852 (2 ans, 2 mois et 19 jours)      | Rogier I | Ministre de la Justice                                                          |
| 12        |                     | Charles Faider (1811-1893)             | Parti libéral    | 31 octobre 1852 – 30 mars 1855 (2 ans, 4 mois et 27 jours)      | de Brouckère                                                                                                | Ministre de la Justice                                                          |
| 13        |                     | Alphonse Nothomb (1817-1898)           | Catholique       | 30 mars 1855 – 9 novembre 1857 (2 ans, 7 mois et 10 jours)      | De Decker                                                                                                   | Ministre de la Justice                                                          |
| (11)      |                     | Victor Tesch (1812-1892)               | Parti libéral    | 9 novembre 1857 – 12 novembre 1865 (8 ans et 3 jours)           | Rogier II                                                                                                   | Ministre de la Justice                                                          |
| 14        |                     | Jules Bara (1835-1900)                 | Parti libéral    | 12 novembre 1865 – 16 juin 1870 (4 ans, 7 mois et 4 jours)      | Rogier II                                                                                                   | Ministre de la Justice                                                          |
| 14        | Frère-Orban I       | Jules Bara (1835-1900)                 | Parti libéral    | 12 novembre 1865 – 16 juin 1870 (4 ans, 7 mois et 4 jours)      | | Ministre de la Justice                                                          |
| 15        |                     | Prosper Cornesse (1829-1889)           | Parti catholique | 16 juin 1870 – 7 décembre 1871 (1 an, 5 mois et 21 jours)       | d'Anethan                                                                                                   | Ministre de la Justice                                                          |
| 16        |                     | Théophile de Lantsheere (1833-1918)    | Parti catholique | 7 décembre 1871 – 11 juin 1878 (6 ans, 6 mois et 4 jours)       | Malou I | Ministre de la Justice                                                          |
| (14)      |                     | Jules Bara (1835-1900)                 | Parti libéral    | 11 juin 1878 – 16 juin 1884 (6 ans et 5 jours)                  | Frère-Orban II                                                                                              | Ministre de la Justice                                                          |
| 17        |                     | Charles Woeste (1837-1922)             | Parti catholique | 16 juin 1884 – 26 octobre 1884 (4 mois et 10 jours)             | Malou II | Ministre de la Justice                                                          |
| 18        |                     | Joseph Devolder (1842-1919)            | Parti catholique | 26 octobre 1884 – 24 octobre 1887 (2 ans, 11 mois et 28 jours)  | Beernaert                                                                                                   | Ministre de la Justice                                                          |
| 19        |                     | Jules Lejeune (1828-1911)              | Parti catholique | 24 octobre 1887 – 26 mars 1894 (6 ans, 5 mois et 2 jours)       | Beernaert                                                                                                   | Ministre de la Justice                                                          |
| 20        |                     | Victor Begerem (1853-1934)             | Parti catholique | 26 mars 1894 – 5 août 1899 (5 ans, 4 mois et 10 jours)          | de Burlet                                                                                                   | Ministre de la Justice                                                          |
| 20        | de Smet de Naeyer I | Victor Begerem (1853-1934)             | Parti catholique | 26 mars 1894 – 5 août 1899 (5 ans, 4 mois et 10 jours)          | | Ministre de la Justice                                                          |
| 20        | Vandenpeereboom     | Victor Begerem (1853-1934)             | Parti catholique | 26 mars 1894 – 5 août 1899 (5 ans, 4 mois et 10 jours)          | | Ministre de la Justice                                                          |
| 21        |                     | Jules Van den Heuvel (1854-1926)       | Parti catholique | 5 août 1899 – 2 mai 1907 (7 ans, 8 mois et 27 jours)            | de Smet de Naeyer II                                                                                        | Ministre de la Justice                                                          |
| 22        |                     | Jules Renkin (1862-1934)               | Parti catholique | 2 mai 1907 – 30 octobre 1908 (1 an, 5 mois et 28 jours)         | de Trooz | Ministre de la Justice                                                          |
| 22        | Schollaert          | Jules Renkin (1862-1934)               | Parti catholique | 2 mai 1907 – 30 octobre 1908 (1 an, 5 mois et 28 jours)         | | Ministre de la Justice                                                          |
| 23        |                     | Léon de Lantsheere (1862-1912)         | Parti catholique | 30 octobre 1908 – 8 juin 1911 (2 ans, 7 mois et 9 jours)        | Ministre de la Justice                                                                                      |                                                                                 |
| 24        |                     | Henri Carton de Wiart (1869-1951)      | Parti catholique | 8 juin 1911 – 21 novembre 1918 (7 ans, 5 mois et 13 jours)      | de Broqueville I                                                                                            | Ministre de la Justice                                                          |
| 24        | de Broqueville II   | Henri Carton de Wiart (1869-1951)      | Parti catholique | 8 juin 1911 – 21 novembre 1918 (7 ans, 5 mois et 13 jours)      | | Ministre de la Justice                                                          |
| 24        | Cooreman            | Henri Carton de Wiart (1869-1951)      | Parti catholique | 8 juin 1911 – 21 novembre 1918 (7 ans, 5 mois et 13 jours)      | | Ministre de la Justice                                                          |
| 25        |                     | Émile Vandervelde (1866-1938)          | POB-BWP          | 21 novembre 1918 – 24 octobre 1921 (2 ans, 11 mois et 3 jours)  | Delacroix I                                                                                                 | Ministre de la Justice                                                          |
| 25        | Delacroix II        | Émile Vandervelde (1866-1938)          | POB-BWP          | 21 novembre 1918 – 24 octobre 1921 (2 ans, 11 mois et 3 jours)  | | Ministre de la Justice                                                          |
| 25        | Carton de Wiart     | Émile Vandervelde (1866-1938)          | POB-BWP          | 21 novembre 1918 – 24 octobre 1921 (2 ans, 11 mois et 3 jours)  | | Ministre de la Justice                                                          |
| 26        |                     | Aloys Van de Vyvere (1871-1961)        | Parti catholique | 24 octobre 1921 – 16 décembre 1921 (1 mois et 22 jours)         | Ministre de la Justice                                                                                      |                                                                                 |
| 27        |                     | Fulgence Masson (1854-1942)            | Parti libéral    | 16 décembre 1921 – 13 mai 1925 (3 ans, 4 mois et 27 jours)      | Theunis I                                                                                                   | Ministre de la Justice                                                          |
| 28        |                     | Léon Théodor (1853-1934)               | Sans parti       | 13 mai 1925 – 17 juin 1925 (1 mois et 4 jours)                  | Vande Vyvere                                                                                                | Ministre de la Justice                                                          |
| 29        |                     | Paul Tschoffen (1878-1961)             | Parti catholique | 17 juin 1925 – 10 décembre 1925 (5 mois et 23 jours)            | Poullet | Ministre de la Justice                                                          |
| 30        |                     | Prosper Poullet (1868-1937)            | Parti catholique | 10 décembre 1925 – 20 mai 1926 (5 mois et 10 jours)             | Poullet | Premier ministre, ministre des affaires économiques et de la Justice            |
| 31        |                     | Paul Hymans (1865-1941)                | Parti libéral    | 20 mai 1926 – 22 décembre 1927 (1 an, 7 mois et 2 jours)        | Jaspar I | Ministre de la Justice                                                          |
| 32        |                     | Paul-Emile Janson (1872-1944)          | Parti libéral    | 22 décembre 1927 – 15 juin 1931 (3 ans, 5 mois et 24 jours)     | Jaspar II                                                                                                   | Ministre de la Justice                                                          |
| 33        |                     | Fernand Cocq (1861-1940)               | Parti libéral    | 15 juin 1931 – 22 octobre 1932 (1 an, 4 mois et 7 jours)        | Renkin | Ministre de la Justice                                                          |
| (32)      |                     | Paul-Emile Janson (1872-1944)          | Parti libéral    | 22 octobre 1932 – 12 juin 1934 (1 an, 7 mois et 21 jours)       | de Broqueville III                                                                                          | Ministre de la Justice                                                          |
| 34        |                     | François Bovesse (1890-1944)           | Parti libéral    | 12 juin 1934 – 25 mars 1935 (9 mois et 13 jours)                | de Broqueville III                                                                                          | Ministre de la Justice                                                          |
| 34        | Theunis II          | François Bovesse (1890-1944)           | Parti libéral    | 12 juin 1934 – 25 mars 1935 (9 mois et 13 jours)                | | Ministre de la Justice                                                          |
| 35        |                     | Eugène Soudan (1880-1960)              | POB-BWP          | 25 mars 1935 – 13 juin 1936 (11 mois et 17 jours)               | Van Zeeland I                                                                                               | Ministre de la Justice                                                          |
| (34)      |                     | François Bovesse (1890-1944)           | Parti libéral    | 13 juin 1936 – 14 avril 1937 (10 mois et 1 jour)                | Van Zeeland II                                                                                              | Ministre de la Justice                                                          |
| 36        |                     | Hubert Pierlot (1883-1963)             | Parti catholique | 14 avril 1937 – 20 avril 1937 (6 jours)                         | Van Zeeland II                                                                                              | Ministre de la Justice                                                          |
| 37        |                     | Victor de Laveleye (1894-1945)         | Parti libéral    | 20 avril 1937 – 13 juillet 1937 (2 mois et 23 jours)            | Van Zeeland II                                                                                              | Ministre de la Justice                                                          |
| 38        |                     | Victor Maistriau (1870-1961)           | Parti libéral    | 13 juillet 1937 – 23 novembre 1937 (4 mois et 10 jours)         | Van Zeeland II                                                                                              | Ministre de la Justice                                                          |
| 39        |                     | Charles du Bus de Warnaffe (1894-1965) | Parti catholique | 23 novembre 1937 – 15 mai 1938 (5 mois et 22 jours)             | Janson | Ministre de la Justice                                                          |
| 40        |                     | Joseph Pholien (1884-1968)             | Parti catholique | 15 mai 1938 – 21 janvier 1939 (8 mois et 6 jours)               | Spaak I | Ministre de la Justice                                                          |
| 41        |                     | Emile van Dievoet (1886-1967)          | Parti catholique | 21 janvier 1939 – 22 février 1939 (1 mois et 1 jour)            | Spaak I | Ministre de la Justice                                                          |
| 42        |                     | August De Schryver (1898-1991)         | Parti catholique | 22 février 1939 – 31 mars 1939 (1 mois et 9 jours)              | Pierlot I                                                                                                   | Ministre de la Justice                                                          |
| (35)      |                     | Eugène Soudan (1880-1960)              | POB-BWP          | 31 mars 1939 – 18 avril 1939 (18 jours)                         | Pierlot I                                                                                                   | Ministre des Affaires étrangères, du commerce extérieur et de la Justice        |
| (32)      |                     | Paul-Emile Janson (1872-1944)          | Parti libéral    | 18 avril 1939 – 3 septembre 1939 (4 mois et 16 jours)           | Pierlot II                                                                                                  | Ministre de la Justice                                                          |
| (35)      |                     | Eugène Soudan (1880-1960)              | POB-BWP          | 3 septembre 1939 – 5 janvier 1940 (4 mois et 12 jours)          | Pierlot III                                                                                                 | Ministre de la Justice                                                          |
| (32)      |                     | Paul-Emile Janson (1872-1944)          | Parti libéral    | 5 janvier 1940 – 31 octobre 1940 (9 mois et 26 jours)           | Pierlot III                                                                                                 | Ministre de la Justice                                                          |
| 43        |                     | Albert de Vleeschauwer (1897-1971)     | Parti catholique | 31 octobre 1940 – 2 octobre 1942 (1 an, 11 mois et 1 jour)      | Pierlot IV                                                                                                  | Ministre des Colonies et de la Justice                                          |
| 44        |                     | Antoine Delfosse (1895-1980)           | Parti catholique | 2 octobre 1942 – 27 septembre 1944 (1 an, 11 mois et 25 jours)  | Pierlot IV                                                                                                  | Ministre des Colonies et de la Justice                                          |
| 45        |                     | Maurice Verbaet (1883-1957)            | Parti catholique | 27 septembre 1944 – 12 février 1945 (4 mois et 16 jours)        | Pierlot V                                                                                                   | Ministre de la Justice                                                          |
| 45        | Pierlot VI          | Maurice Verbaet (1883-1957)            | Parti catholique | 27 septembre 1944 – 12 février 1945 (4 mois et 16 jours)        | | Ministre de la Justice                                                          |
| (39)      |                     | Charles du Bus de Warnaffe (1894-1965) | Parti catholique | 12 février 1945 – 2 août 1945 (5 mois et 21 jours)              | Van Acker I                                                                                                 | Ministre de la Justice                                                          |
| 46        |                     | Marcel Grégoire (1907-1996)            | UDB              | 2 août 1945 – 13 mars 1946 (7 mois et 11 jours)                 | Van Acker II                                                                                                | Ministre de la Justice                                                          |
| 47        |                     | Henri Rolin (1891-1973)                | PSB-BSP          | 13 mars 1946 – 31 mars 1946 (18 jours)                          | Spaak II | Ministre de la Justice                                                          |
| 48        |                     | Adolphe Van Glabbeke (1904-1959)       | PL-LP            | 31 mars 1946 – 3 août 1946 (4 mois et 3 jours)                  | Van Acker III                                                                                               | Ministre de la Justice                                                          |
| 49        |                     | Albert Lilar (1900-1976)               | PL-LP            | 3 août 1946 – 20 mars 1947 (7 mois et 17 jours)                 | Huysmans | Ministre de la Justice                                                          |
| 50        |                     | Paul Struye (1896-1974)                | PSC-CVP          | 20 mars 1947 – 27 novembre 1948 (1 an, 8 mois et 7 jours)       | Spaak III                                                                                                   | Ministre de la Justice                                                          |
| 51        |                     | Henri Moreau de Melen (1902-1992)      | PSC-CVP          | 27 novembre 1948 – 11 août 1949 (8 mois et 15 jours)            | Spaak IV | Ministre de la Justice                                                          |
| (49)      |                     | Albert Lilar (1900-1976)               | PL-LP            | 11 août 1949 – 8 juin 1950 (9 mois et 28 jours)                 | Gaston Eyskens I                                                                                            | Ministre de la Justice                                                          |
| 52        |                     | Henri Carton de Wiart (1869-1951)      | PSC-CVP          | 8 juin 1950 – 16 août 1950 (2 mois et 8 jours)                  | Duvieusart                                                                                                  | Ministre de la Justice                                                          |
| 53        |                     | Ludovic Moyersoen (1904-1992)          | PSC-CVP          | 16 août 1950 – 15 janvier 1952 (1 an, 4 mois et 30 jours)       | Pholien | Ministre de la Justice                                                          |
| (40)      |                     | Joseph Pholien (1884-1968)             | PSC-CVP          | 15 janvier 1952 – 3 septembre 1952 (7 mois et 19 jours)         | Van Houtte                                                                                                  | Ministre de la Justice                                                          |
| 54        |                     | Léonce Lagae (1894-1964)               | PSC-CVP          | 3 septembre 1952 – 5 décembre 1952 (3 mois et 2 jours)          | Van Houtte                                                                                                  | Ministre de la Justice                                                          |
| 55        |                     | Charles Héger (1902-1984)              | PSC-CVP          | 5 décembre 1952 – 13 décembre 1952 (8 jours)                    | Van Houtte                                                                                                  | Ministre de l'Agriculture et ministre ad interim de la Justice                  |
| (39)      |                     | Charles du Bus de Warnaffe (1894-1965) | PSC-CVP          | 13 décembre 1952 – 23 avril 1954 (1 an, 4 mois et 10 jours)     | Van Houtte                                                                                                  | Ministre de la Justice                                                          |
| (49)      |                     | Albert Lilar (1900-1976)               | PL-LP            | 13 décembre 1954 – 26 juin 1958 (3 ans, 6 mois et 13 jours)     | Van Acker IV                                                                                                | Ministre de la Justice                                                          |
| 56        |                     | Pierre Harmel (1911-2009)              | PSC-CVP          | 26 juin 1958 – 6 novembre 1958 (1 an, 4 mois et 10 jours)       | Gaston Eyskens II                                                                                           | Ministre de la Justice                                                          |
| 57        |                     | Laurent Merchiers (1904-1986)          | PL-LP            | 6 novembre 1958 – 3 septembre 1960 (1 an, 9 mois et 28 jours)   | Gaston Eyskens III                                                                                          | Ministre de la Justice                                                          |
| (49)      |                     | Albert Lilar (1900-1976)               | PL-LP            | 3 septembre 1960 – 25 avril 1961 (7 mois et 22 jours)           | Gaston Eyskens III (remanié)                                                                                | Ministre de la Justice                                                          |
| 58        |                     | Piet Vermeylen (1904-1991)             | PSB-BSP          | 25 avril 1961 – 28 juillet 1965 (4 ans, 3 mois et 3 jours)      | Lefèvre | Ministre de la Justice                                                          |
| 59        |                     | Pierre Wigny (1905-1986)               | PSC-CVP          | 28 juillet 1965 – 17 juin 1968 (2 ans, 10 mois et 20 jours)     | Harmel | Ministre de la Justice                                                          |
| 59        | Vanden Boeynants I  | Pierre Wigny (1905-1986)               | PSC-CVP          | 28 juillet 1965 – 17 juin 1968 (2 ans, 10 mois et 20 jours)     | Ministre de la Justice et de la Communauté française                                                        |                                                                                 |
| 60        |                     | Alfons Vranckx (1907-1979)             | PSB-BSP          | 17 juin 1968 – 26 janvier 1973 (4 ans, 7 mois et 9 jours)       | Gaston Eyskens IV                                                                                           | Ministre de la Justice                                                          |
| 60        | Gaston Eyskens V    | Alfons Vranckx (1907-1979)             | PSB-BSP          | 17 juin 1968 – 26 janvier 1973 (4 ans, 7 mois et 9 jours)       | | Ministre de la Justice                                                          |
| 61        |                     | Herman Vanderpoorten (1922-1984)       | PVV              | 26 janvier 1973 – 3 juin 1977 (4 ans, 4 mois et 8 jours)        | Leburton I                                                                                                  | Ministre de la Justice                                                          |
| 61        | Leburton II         | Herman Vanderpoorten (1922-1984)       | PVV              | 26 janvier 1973 – 3 juin 1977 (4 ans, 4 mois et 8 jours)        | | Ministre de la Justice                                                          |
| 61        | Tindemans I         | Herman Vanderpoorten (1922-1984)       | PVV              | 26 janvier 1973 – 3 juin 1977 (4 ans, 4 mois et 8 jours)        | | Ministre de la Justice                                                          |
| 61        | Tindemans II        | Herman Vanderpoorten (1922-1984)       | PVV              | 26 janvier 1973 – 3 juin 1977 (4 ans, 4 mois et 8 jours)        | | Ministre de la Justice                                                          |
| 61        | Tindemans III       | Herman Vanderpoorten (1922-1984)       | PVV              | 26 janvier 1973 – 3 juin 1977 (4 ans, 4 mois et 8 jours)        | | Ministre de la Justice                                                          |
| 62        |                     | Renaat Van Elslande (1916-2000)        | CVP              | 3 juin 1977 – 18 mai 1980 (2 ans, 11 mois et 15 jours)          | Tindemans IV                                                                                                | Ministre de la Justice                                                          |
| 62        | Vanden Boeynants II | Renaat Van Elslande (1916-2000)        | CVP              | 3 juin 1977 – 18 mai 1980 (2 ans, 11 mois et 15 jours)          | Vice premier ministre, ministre de la Justice                                                               |                                                                                 |
| 62        | Martens I           | Renaat Van Elslande (1916-2000)        | CVP              | 3 juin 1977 – 18 mai 1980 (2 ans, 11 mois et 15 jours)          | Ministre de la Justice                                                                                      |                                                                                 |
| 62        | Martens II          | Renaat Van Elslande (1916-2000)        | CVP              | 3 juin 1977 – 18 mai 1980 (2 ans, 11 mois et 15 jours)          | Ministre de la Justice                                                                                      |                                                                                 |
| (61)      |                     | Herman Vanderpoorten (1922-1984)       | PVV              | 18 mai 1980 – 22 octobre 1980 (5 mois et 4 jours)               | Martens III                                                                                                 | Vice-premier ministre, ministre de la Justice et des Réformes institutionnelles |
| 63        |                     | Philippe Moureaux (1939-2018)          | PS               | 22 octobre 1980 – 17 décembre 1981 (1 an, 1 mois et 25 jours)   | Martens III                                                                                                 | Ministre de la Justice et des Réformes institutionnelles                        |
| 63        | Mark Eyskens        | Philippe Moureaux (1939-2018)          | PS               | 22 octobre 1980 – 17 décembre 1981 (1 an, 1 mois et 25 jours)   | | Ministre de la Justice et des Réformes institutionnelles                        |
| 64        |                     | Jean Gol (1942-1995)                   | PRL              | 17 décembre 1981 – 9 mai 1988 (6 ans, 4 mois et 22 jours)       | Martens V                                                                                                   | Vice-premier ministre, ministre de la Justice et des Réformes institutionnelles |
| 64        | Martens VI          | Jean Gol (1942-1995)                   | PRL              | 17 décembre 1981 – 9 mai 1988 (6 ans, 4 mois et 22 jours)       | | Vice-premier ministre, ministre de la Justice et des Réformes institutionnelles |
| 64        | Martens VII         | Jean Gol (1942-1995)                   | PRL              | 17 décembre 1981 – 9 mai 1988 (6 ans, 4 mois et 22 jours)       | | Vice-premier ministre, ministre de la Justice et des Réformes institutionnelles |
| 65        |                     | Melchior Wathelet (1949-)              | PSC              | 9 mai 1988 – 23 juin 1995 (7 ans, 1 mois et 14 jours)           | Martens VIII                                                                                                | Vice-premier ministre, ministre de la Justice et des Classes moyennes           |
| 65        | Martens IX          | Melchior Wathelet (1949-)              | PSC              | 9 mai 1988 – 23 juin 1995 (7 ans, 1 mois et 14 jours)           | | Vice-premier ministre, ministre de la Justice et des Classes moyennes           |
| 65        | Dehaene I           | Melchior Wathelet (1949-)              | PSC              | 9 mai 1988 – 23 juin 1995 (7 ans, 1 mois et 14 jours)           | Vice-premier ministre, ministre de la Justice et des Affaires économiques                                   |                                                                                 |
| 66        |                     | Stefaan De Clerck (1951-)              | CVP              | 23 juin 1995 – 24 avril 1998 (2 ans, 10 mois et 1 jour)         | Dehaene II                                                                                                  | Ministre de la Justice                                                          |
| 67        |                     | Tony Van Parys (1951-)                 | CVP              | 24 avril 1998 – 12 juillet 1999 (1 an, 2 mois et 18 jours)      | Dehaene II                                                                                                  | Ministre de la Justice                                                          |
| 68        |                     | Marc Verwilghen (1952-)                | VLD              | 12 juillet 1999 – 12 juillet 2003 (4 ans)                       | Verhofstadt I                                                                                               | Ministre de la Justice                                                          |
| 69        |                     | Laurette Onkelinx (1958-)              | PS               | 12 juillet 2003 – 21 décembre 2007 (4 ans, 5 mois et 9 jours)   | Verhofstadt II                                                                                              | Vice-première ministre, ministre de la Justice                                  |
| 70        |                     | Jo Vandeurzen (1958-)                  | CD&V             | 21 décembre 2007 – 30 décembre 2008 (1 an et 9 jours)           | Verhofstadt III                                                                                             | Ministre de la Justice                                                          |
| 70        | Leterme I           | Jo Vandeurzen (1958-)                  | CD&V             | 21 décembre 2007 – 30 décembre 2008 (1 an et 9 jours)           | Vice-premier ministre, ministre de la Justice, chargé des Réformes institutionnelles                        |                                                                                 |
| (66)      |                     | Stefaan De Clerck (1951-)              | CD&V             | 30 décembre 2008 – 6 décembre 2011 (2 ans, 11 mois et 6 jours)  | Van Rompuy                                                                                                  | Ministre de la Justice                                                          |
| (66)      | Leterme II          | Stefaan De Clerck (1951-)              | CD&V             | 30 décembre 2008 – 6 décembre 2011 (2 ans, 11 mois et 6 jours)  | | Ministre de la Justice                                                          |
| 71        |                     | Annemie Turtelboom (1967-)             | Open VLD         | 6 décembre 2011 – 25 juillet 2014 (2 ans, 7 mois et 19 jours)   | Di Rupo | Ministre de la Justice                                                          |
| 72        |                     | Maggie De Block (1962-)                | Open VLD         | 25 juillet 2014 – 11 octobre 2014 (2 mois et 16 jours)          | Di Rupo | Ministre de la Justice                                                          |
| 73        |                     | Koen Geens (1958- )                    | CD&V             | 11 octobre 2014 – 1er octobre 2020 (5 ans, 11 mois et 20 jours) | Michel I | Ministre de la Justice                                                          |
| 73        | Michel II           | Koen Geens (1958- )                    | CD&V             | 11 octobre 2014 – 1er octobre 2020 (5 ans, 11 mois et 20 jours) | Ministre de la Justice, chargé de la Régie des Bâtiments                                                    |                                                                                 |
| 73        | Wilmès I            | Koen Geens (1958- )                    | CD&V             | 11 octobre 2014 – 1er octobre 2020 (5 ans, 11 mois et 20 jours) | Vice-premier ministre, ministre de la Justice, chargé de la Régie des Bâtiments                             |                                                                                 |
| 73        | Wilmès II           | Koen Geens (1958- )                    | CD&V             | 11 octobre 2014 – 1er octobre 2020 (5 ans, 11 mois et 20 jours) | Vice-premier ministre, ministre de la Justice et des Affaires européennes, chargé de la Régie des Bâtiments |                                                                                 |
| 74        |                     | Vincent Van Quickenborne (1973-)       | Open VLD         | 1er octobre 2020 – 20 octobre 2023 (3 ans et 19 jours)          | De Croo | Vice-premier ministre, ministre de la Justice (chargé de la mer du Nord)        |
| 75        |                     | Paul Van Tigchelt (1973-)              | Open VLD         | 22 octobre 2023 - 3 février 2025 (1 an, 3 mois et 12 jours)     | De Croo | Vice-premier ministre, ministre de la Justice (chargé de la mer du Nord)        |
| 76        |                     | Annelies Verlinden (1978-)             | CD&V             | Depuis le 3 février 2025 (2 mois et 15 jours)                   | De Wever | Ministre de la Justice, chargée de la mer du Nord                               |